# Power Age
Power Age fue una banda de Hard rock y Heavy metal fundada en 1978, en la ciudad de Valencia, Venezuela, y está considerada como la agrupación pionera y madre del movimiento de Hard Rock y Heavy Metal en Venezuela.
A comienzos de los años 80, cambió de nombre y comenzó a llamarse Arkangel, una de las bandas más legendarias del Heavy Metal latinoamericano.

## Historia
La leyenda de Power Age comienza cuando en 1977, cuatro jóvenes valencianos (Giorgio y Giancarlo Picozzi, Miguel Sánchez y Paul Gillman) realizan una escenificación de un show de Kiss, en la cual con un fondo musical con canciones de esta banda, los chicos, vestidos y maquillados como sus ídolos, lograron transmitir toda la energía y el impacto visual que siempre ha caracterizado a la música rock. A raíz del éxito obtenido, los cuatro deciden que a partir de ese momento, ya no se conformarían con doblar en escena las canciones de sus bandas favoritas, sino que interpretarían las canciones tocando los instrumentos, de ese modo, un año después, 1978, nació Power Age.
La formación original fue la siguiente: Giancarlo Picozzi en la guitarra, Giorgio Picozzi en la batería, Miguel Sánchez en la guitarra, Paul Gillman en las voces. A ellos se unió Rogelio Gutiérrez en el bajo. Con esta formación la banda comienza a ensayar fuertemente y conforman un repertorio de covers de artistas como Aerosmith, ACDC, Judas Priest y por supuesto Kiss, pero cuando estaban a escasamente un mes de dar su primer concierto, uno de sus guitarristas (Miguel Sánchez) sufre un auténtico ataque de pánico escénico y abandona la banda, siendo ocupado su lugar por Freddy Marshall exguitarrista de la Equos Reverber Band, a quien Paul Gillman había conocido unos meses antes y con el cual había entablado amistad. Con esa alineación, Power Age da su primer concierto en la ciudad de Maracay, obteniendo un gran éxito basado en la potencia de sus interpretaciones y en la puesta en escena de un show que nunca antes había realizado ninguna banda de rock en Venezuela, era evidente que lo que habían aprendido escenificando a Kiss, les había capacitado para diferenciarse del resto de los grupos del país y colocarse a la vanguardia del movimiento de rock nacional.
Poco después de ese concierto, ofrecen otro en la ciudad de Valencia, y también comienzan a sonar algunas de sus canciones (grabadas en garaje con muy escasos medios técnicos) en una estación del centro del país llamada Radio Mia. El resultado de esto es que por toda la nación se empieza a oír hablar de una banda "que toca brutal y que no parece nacional". Con esas palabras se puede definir la carrera exitosa de Power Age, pues ellas resumen las bazas fundamentales de la banda; la fuerza de ejecución y la imagen.
Pronto llegaron las giras y las presentaciones en TV, tocaron en festivales como el de la Concha acústica de Bello Monte, y en el Poliedro de Caracas, y a raíz de ello, el locutor y productor de TV, Alfredo Escalante, se convierte en su asesor y les consigue un contrato para grabar varios álbumes con el sello COLOR. Poco antes de firmar, Rogelio Gutiérrez emigra a los Estados Unidos y abandona la banda, siendo substituido por Breno Díaz como bajista. Power Age entonces, cambia de nombre...a partir de ese momento se llamaría Arkangel y comenzaría la leyenda.

## Discografía
Power Age nunca grabó ni editó ningún álbum.
Sin embargo se pueden encontrar siete de sus canciones en la discografía de Arkangel y de Paul Gillman, ya que ambos artistas grabaron y editaron canciones compuestas por ellos durante su estadía en Power Age. Estas canciones son:
Un niño nace, grabada por Arkangel en su álbum debut de 1981, Arkangel.
El Rockero, aparece en el lado A, en Concierto, del álbum Rock Nacional de Arkangel, de 1982.
Castillos sobre el Mar, forma parte del lado B del álbum Rock Nacional de Arkangel, de 1982.
Paremos la Guerra, incluida en el álbum  Inmortal grabado por Arkangel en 1993.
Paper Life, compuesta por Freddy Marshall en 1977 y grabada por Arkangel en el álbum El Ángel de la Muerte.
El Anticristo, grabada por Gillman en el álbum "25 años" de 2001.
Tercera Generación, como bonus track en el álbum remasterizado Arkangel, incluido en la caja de colección 30 años de Paul Gillman, publicada en 2007.
Otros temas de la agrupación son: "Vida de papel" (versión en español de "Paper Life"), "Rocker Child", "Power Age Rock & Roll", "Vendí mi alma al rock and roll", "The big fight", "Beginning of the end", "A gritar rock and roll", "Pesadilla sin final", "Te necesito", "Señor loro", "Me siento bien haciendo rock and roll" y "Feeling fine".

## Videoclips
Videos grabados en el programa "La Música que Sacudió al Mundo" de Alfredo Escalante, que se transmitió por Televisora Nacional (Canal 5) entre los años 1979 y 1984, y en el programa "Fantástico" de Guillermo González, transmitido por RCTV. 
- «Paper life» (1980)
- «Paremos la guerra» (1980)
- «Vendí mi alma al rock and roll» (1980)
- «Power Age Rock & Roll» (1981)